# Guitar Hero: Metallica
Guitar Hero: Metallica — следующая часть после Guitar Hero World Tour в серии Guitar Hero, разработанная студией Neversoft. Издатель игры — Activision. Игра вышла 29 марта 2009 года в США (Playstation 3, Wii, Xbox 360). Выход для Playstation 2 — 14 апреля. Релиз на всех платформах в Европе был назначен на май 2009 года. Guitar Hero: Metallica — вторая игра из серии Guitar Hero, которая посвящена одной группе (после Guitar Hero Aerosmith).

## Создание игры
Информация о создании Guitar Hero: Metallica была выявлена тогда, когда аналитик из Wedbush Morgan Securities обнаружил упоминание о зарегистрированной торговой марке компанией Activision. Выпуск игры был назначен на 2009 финансовый год. Создание игры началось во второй половине 2008 года, согласно заявлению ведущего гейм-дизайнера Alan Flores. Два сообщения, оставленные на сайте Metallica в июне 2008, упомянули «О новой Guitar Hero», и что игроки могут ожидать игру про группу Metallica. В интервью MTV, Ларс Ульрих заявил, что «Люди в игре Guitar Hero и компании Activision быстро стали нашими друзьями». Об игре официально объявили на E3 2008 во время презентации Microsoft, вместе с анонсом нового альбома Metallica, Death Magnetic, который будет доступен для загрузки к играм Guitar Hero III и Guitar Hero World Tour.
Как и с Guitar Hero: Aerosmith, члены группы Metallica выполнили детальный захват (motion capture) движения, включая движение волос Роберта Трухильо. Ульрих и Хэтфилд выполнили дополнительные сессии детального захвата, чтобы помочь разработчикам. Участники Metallica появятся как свои современные воплощения на нынешнее время. Прежние участники группы, Джейсон Hьюстед и покойный Клифф Бёртон не будут представлены в игре, поскольку группа чувствовала, что их включение пренебрежет Трухильо. Однако, игра будет все еще включать некоторые факты об обоих прежних участниках. Игра будет включать некоторые фотографии, видео, и закулисное видео. К каждой песне Metallica в игре будет сопровождающее видео группы, выполняющей песню, с качеством от сделанных поклонником видео в маленьких клубах и крупномасштабному видео производству. У Activision нет никаких планов по выпуску собственных инструментов для Guitar Hero Metallica, хотя они планируют выпустить специальные лицевые панели с эмблемами Metallica для существующих инструментов. Также к диску будет прилагаться дополнительная педаль для барабанов. Демоверсия игры была выпущена в Xbox Live 20 марта 2009 года, с четырьмя песнями:
- «Metallica»: «Sad but True», «Seek & Destroy».
- «Alice in Chains»: «No Excuses».
- «Queen»: «Stone Cold Crazy».

Все инструменты работоспособны. Но в ней отсутствует новый режим сложности Expert +.

## Геймплей
Геймплей игры основан на геймплее Guitar Hero World Tour. Игрокам так же придется играть на 3-х инструментах и петь в микрофон. Ведущий разработчик Alan Flores заявил, что игра намного сложнее чем предыдущие игры, чтобы бросить вызов профессиональным игрокам.
Чтобы испытать «сложность» песен, в игре будет новый уровень сложности Expert+ для барабанщиков, который позволит им играть на двух педалях. Выпуск игры с педалью будет немного позже выпуска игры без педали. GameStop — единственный магазин, предлагающий дополнительную педаль с предварительным заказом игры. Подобно Guitar Hero: Aerosmith, Metallica представит свои песни, примерно в хронологическом порядке, но игра не сосредоточена на истории группы. Однако, вместо того, чтобы оканчивать определенное количество песен, игрок должен будет заработать общее количество звезд (заработанные от исполнения на отдельных песнях), чтобы исполнять новые.
Режим Битвы
Режим битвы основан на режиме Guitar Hero III: Legends of Rock, но он был слегка изменен, чтобы добавить немного воздействий, например несколько режимов, «Trapped Under Ice», который блокирует возможность использовать Тремоло, «Ride the Lightning» что-то вроде электрической атаки (основан на режиме атаки «Amp Overload» из Guitar Hero III).

## Музыка
Guitar Hero Metallica содержит 49 песен, из которых 28 треков — группы Metallica, а 21 трек — разных групп, которые являются «их личными фаворитами и повлиявшими на них много лет назад», это видно на их альбоме Garage Inc. PlayStation 2 и версии Wii игры не будут поддерживать загружаемое содержание, но владельцы получит «Broken Beat & Scarred», «Cyanide» and «My Apocalypse» из альбома Death Magnetic. Ларс Ульрих в интервью GameInformer сказал, что группа поддерживает включение треков Slayer, хоть у Microsoft и есть проблемы с текстами песен группы.
С полным списком треков Guitar Hero Metallica можно ознакомиться ниже:
Metallica
- «All Nightmare Long»
- «Battery»
- «Creeping Death»
- «Disposable Heroes»
- «Dyers Eve»
- «Enter Sandman»
- «Fade To Black»
- «Fight Fire With Fire»
- «For Whom The Bell Tolls»
- «Frantic»
- «Fuel»
- «Hit The Lights»
- «King Nothing»
- «Master of Puppets»
- «Mercyful Fate»
- «No Leaf Clover»
- «Nothing Else Matters»
- «One»
- «Orion»
- «Sad But True»
- «Seek and Destroy»
- «The Memory Remains»
- «The Shortest Straw»
- «The Thing That Should Not Be»
- «The Unforgiven»
- «Welcome Home (Sanitarium)»
- «Wherever I May Roam»
- «Whiplash»

Другие исполнители
- «No Excuses» — Alice In Chains
- «Turn The Page» — Bob Seger
- «Albatross» — Corrosion of Conformity
- «Am I Evil?» — Diamond Head
- «Stacked Actors» — Foo Fighters
- «Hell Bent For Leather» — Judas Priest
- «Demon Cleaner» — Kyuss
- «Tuesdays Gone» — Lynyrd Skynyrd
- «Beautiful Mourning» — Machine Head
- «Blood And Thunder» — Mastodon
- «Evil» — Mercyful Fate
- «Armed and Ready» — Michael Schenker Group
- «Ace of Spades» — Motorhead
- «Stone Cold Crazy» — Queen
- «Mother of Mercy» — Danzig
- «War Ensemble» — Slayer
- «Mommy's Little Monster» — Social Distortion
- «War Inside My Head» — Suicidal Tendencies
- «Toxicity» — System of a Down
- «Black River» — The Sword
- «The Boys Are Back in Town» — Thin Lizzy

## Награды и оценки
| Сводный рейтинг    | Сводный рейтинг                            |
| Агрегатор          | Оценка                                     |
| ------------------ | ------------------------------------------ |
| GameRankings       | 85,89 % (PS3) 84,94 % (X360) 84,42 % (Wii) |
| Metacritic         | 86                                         |
| Иноязычные издания |                                            |
| Издание            | Оценка                                     |
| Game Informer      | 8,75/10                                    |
| GameSpot           | 7,5/10                                     |
| IGN                | 8,9/10                                     |
| OXM                | 8,5/10                                     |